# Martina Pinto
Martina Pinto (Mombasa, 3 settembre 1989) è un'attrice italiana.

## Biografia
Nata in Kenya da genitori italiani, si trasferisce all'età di circa sei anni in Italia. Esordisce nel 2001 nella miniserie televisiva L'uomo che piaceva alle donne - Bel Ami, a cui fa seguito la partecipazione a un episodio della miniserie TV Valeria medico legale, regia di Gianfrancesco Lazotti, con Claudia Koll. Il suo primo ruolo da protagonista è quello di Santa Maria Goretti, interpretato nel film per la televisione Maria Goretti, diretto da Giulio Base e distribuito originariamente nel 2003, per poi venire replicato svariate volte.
Tra il 2003 e il 2004 recita in alcune fiction televisive di produzione italiana: Un caso di coscienza, La squadra 4, Don Matteo 4 e Incantesimo 6. Nel 2005 partecipa alla fiction Caterina e le sue figlie, nel ruolo della ribelle Rebecca, con Virna Lisi. Partecipa anche a Distretto di polizia 5, interpretando il ruolo di una giovane ladra di motorini.
Nel 2006 partecipa a Nati ieri, serie TV ambientata in un reparto di ostetricia e ginecologia, che durerà per un'unica stagione. Tra il 2006 e il 2007 partecipa, in coppia con Umberto Gaudino, al programma televisivo Ballando con le stelle 3, condotto da Milly Carlucci, vincendo  La Supercoppa, come miglior coppia delle tre edizioni del programma.
Nel 2008 partecipa ad un episodio del telefilm Ho sposato uno sbirro nel ruolo di un personaggio coinvolto in uno dei misteri da risolvere. Partecipa anche a due episodi di R.I.S. 4 - Delitti imperfetti e in uno di Carabinieri 7. Sempre nello stesso anno debutta sul grande schermo con il film Grande, grosso e... Verdone, regia di Carlo Verdone.
Successivamente gira la commedia pre-natalizia La fidanzata di papà, con Massimo Boldi, per la regia di Enrico Oldoini, ed è nel cast del film di Fausto Brizzi Ex. Nel 2010 torna sul piccolo schermo con Caterina e le sue figlie 3, dove interpreta nuovamente il ruolo di Rebecca, e sul grande schermo con l'opera prima diretta da Herbert Simone Paragnani, Una canzone per te, che vede protagonisti Emanuele Bosi e Michela Quattrociocche.
Nel 2011 gira la fiction Viso d'angelo e successivamente L'onore e il rispetto 3, in TV nel 2012. Nel 2013 è una componente del cast della fiction televisiva Baciamo le mani - Palermo New York 1958, e nel 2016 è la voce fuori campo di un programma televisivo di Disney Channel.
È sposata dal 2021 con il marketer Alessandro Poggi da cui ha avuto una figlia, Polly, nata nello stesso anno. Il 24 settembre 2024 nasce la seconda figlia, Nina Zenaide. 

## Teatro
- Ne su ne giù di Luca Giacomozzi, regia di Gabriele Carbotti (2014)
- La scala di Giuseppe Manfridi, regia di Michele La Ginestra (2015)

## Filmografia

### Cinema
- Grande, grosso e... Verdone, regia di Carlo Verdone (2008)
- La fidanzata di papà, regia di Enrico Oldoini (2008)
- Ex, regia di Fausto Brizzi (2009)
- Una canzone per te, regia di Herbert Simone Paragnani (2010)
- Tonino anche gli ultimi ridono, regia di Stefano Calvagna (2013)
- Le ragazze di Mario, regia di Cinzia Mirabella (2016)
- Nessuno come noi, regia di Volfango De Biasi (2018)
- Bangla, regia di Phayim Bhuyan (2018)

### Televisione
- L'uomo che piaceva alle donne - Bel Ami, regia di Massimo Spano – miniserie TV (2001)
- Valeria medico legale, regia di Gianfranco Lazotti, episodio: Buon compleanno Valeria – serie TV (2002)
- Maria Goretti, regia di Giulio Base – film TV (2003)
- Un caso di coscienza – serie TV (2003)
- La squadra 4, episodio diretto da Alfredo Peyretti – serie TV (2003)
- Incantesimo 6, regia di Alessandro Cane e Tomaso Sherman – soap opera (2003)
- Don Matteo 4, episodio: L'estraneo – serie TV (2004)
- Caterina e le sue figlie – serie TV (2005)
- Distretto di Polizia 5, episodio 5x14 – serie TV (2005)
- Sottocasa – soap opera (2006)
- Nati ieri – serie TV (2006-2007)
- La terza verità, regia di Stefano Reali – miniserie TV (2007)
- Ho sposato uno sbirro – serie TV (2008)
- Carabinieri 7 – serie TV (2008)
- R.I.S. 4 - Delitti imperfetti, episodi 4x04 e 4x05 – serie TV (2008)
- Il sangue e la rosa, regia di Salvatore Samperi, Luigi Parisi e Luciano Odorisio – miniserie TV (2008)
- Caterina e le sue figlie 3, regia di Alessandro Benvenuti, Alessio Inturri e Riccardo Mosca (2010)
- Viso d'angelo, regia di Eros Puglielli – miniserie TV (2011)
- L'onore e il rispetto - Parte terza – serie TV (2012)
- Baciamo le mani - Palermo New York 1958 – serie TV (2013)
- Il restauratore– serie TV (2014)
- Furore – serie TV (2014)
- Sfida al cielo - La narcotici 2 – serie TV (2015)
- Le tre rose di Eva 3 – serie TV (2015)
- Minnie Fashion Challenge - serie TV (2015)

### Cortometraggi
- 25ª ora, regia di Marcantonio Graffeo (2005)
- Il mondo è... una palla!, regia di Diego Verdegiglio (2008)

## Programmi televisivi
- Ballando con le stelle 3 – vincitrice della Supercoppa (2006-2007)
- Agorà di Loreto - incontro di papa Benedetto XVI con i giovani - diretta su Rai Uno (2007)
- Minnie's Fashion Challenge, Disney Channel – voce narrante (2016)

## Web series
- Freaks!, regia di Claudio Di Biagio e Matteo Bruno (2011/2012-2013)
- 140 secondi 2, regia di Valerio Bergesio

## Video musicali
- Orologio senza tempo di Sal da Vinci, regia di Gabriele Paoli (2010)
- L'applauso del cielo dei Lost, regia di Cosimo Alemà (2010)
- "7 miliardi" dei Finley, regia di Gabriele Paoli (2017)

## Spot pubblicitari
- Quattro salti in padella Findus, regia di Gabriele Muccino (2001)

## Riconoscimenti
- Oscar dei giovani - consegnato in Campidoglio (2005) - promessa della televisione e del cinema italiano
- Festival del Cinema di Salerno (2006) -  miglior attrice giovane
- Magna Grecia Awards - premio "Talia" (2008)
- Oscar dei giovani - consegnato in Campidoglio (2013)